# Lichnanthe brachyscelis
Lichnanthe brachyscelis là một loài bọ cánh cứng trong họ Glaphyridae. Loài này được Carlson miêu tả khoa học năm 1980.